# هولوکاست در لوکزامبورگ

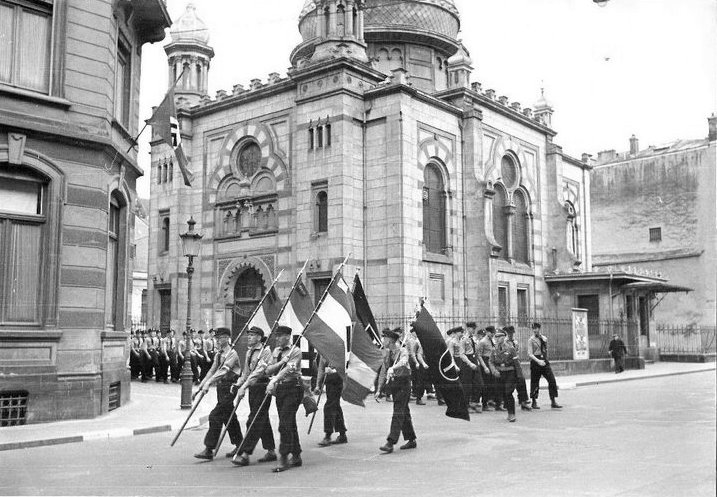
رژه‌ای نظامی از سوی حزب نازی روبروی کنیسه‌ای در لوکزامبورگ در ۱۹۴۱. این کنیسه در ۱۹۴۳ نابود شد.

هولوکاست در لوکزامبورگ به تعقیب و آزار منجر به نابودی تقریباً کامل جمعیت ۳۵۰۰ نفره یهودیان لوکزامبورگ گفته می‌شود که کوتاه مدتی پس از آغاز اشغال آن کشور توسط آلمان نازی در جریان جنگ جهانی دوم آغاز شد. این تعقیب تا اکتبر ۱۹۴۱ و هنگامی که آلمانی‌ها لوکزامبورگ را کشور عاری از یهود اعلام کردند ادامه داشت و منجر به فرستاده شدن یهودیان ساکن آن کشور به گتوها و اردوگاه‌های پاکسازی در اروپای شرقی شد.

## تاریخچه
پیش از جنگ، لوکزامبورگ جمعیت یهودی بالغ بر ۳۵۰۰ تن داشت که بسیاری از آن‌ها به دلیل آزار و اذیت آلمان نازی به آن کشور مهاجرت کرده بودند. قوانین نورنبرگ که از سال ۱۹۳۵ در آلمان جاری شدند از سپتامبر ۱۹۴۰ در لوکزامبورگ نیز برقرار شدند و یهودیان را ترغیب به ترک کشور به فرانسه ویشی کردند. مهاجرت ایشان از اکتبر ۱۹۴۱ به بعد ممنوع شد، اما تا آن هنگام ۲۵۰۰ تن توانسته بودند فرار کنند؛ اگرچه بسیاری از آنانی که به فرانسه رفتند نیز بعدها دستگیر و به اردوگاه‌ها فرستاده شدند. از سپتامبر ۱۹۴۱ به بعد، همه یهودیان لوکزامبورگ ناچار به پوشیدن نشان ستاره داوود زرد برای شناسایی خود به دیگران به عنوان یهودی شدند.
از اکتبر ۱۹۴۱، مقام‌های نازی آغاز به اخراج نزدیک به ۸۰۰ یهودی باقی‌مانده از لوکزامبورگ به گتو ووچ و اردوگاه‌های کار اجباری در تریزینشتات و آشویتس کردند. نزدیک به ۷۰۰ یهودی از اردوگاه انتقالی در فوئنف‌برونن در ترواویرژ در شمال لوکزامبورگ تبعید شدند.
در ۱۹ اکتبر ۱۹۴۱، نازی‌ها لوکزامبورگ را عاری از یهود (Judenfrei) اعلام کردند. بر پایه‌گزارش‌ها، از میان همه یهودیان ساکن لوکزامبورگ تنها ۳۶ تن از جنگ زنده بیرون آمدند.